# Исламский центр в Вашингтоне
Исламский центр Вашингтона (англ. Islamic Center of Washington) — джума-мечеть и мусульманский культурный центр в Вашингтоне. Расположен в Посольском квартале. Открыт в 1957 году, и к этому времени являлся крупнейшей мечетью в Западном Полушарии. Во время джума-намаза может вмещать 6 тыс. человек.

## История
Первоначально идея строительства Исламского центра возникла в 1944 году, когда умер турецкий посол Мюнир Эртегюн и поблизости не было мечети, чтобы осуществить его похороны. Дипломатическое сообщество в Вашингтоне сыграло главную роль в вопросе постройки мечети. Поддержка была оказана большинством исламских стран мира, которые пожертвовали деньги, а также предоставили художественные оформления и выделили мастеров для осуществления задуманного проекта. Кроме того в поддержку проект выступило американское мусульманское сообщество. В 1946 году был куплен земельный участок, а 11 января 1949 года был положен угловой камень. Проект здания был разработан итальянским архитектором Марио Росси. Открытие состоялось 28 июня 1957 года при участии Президента США Дуайта Эйзенхауэра.

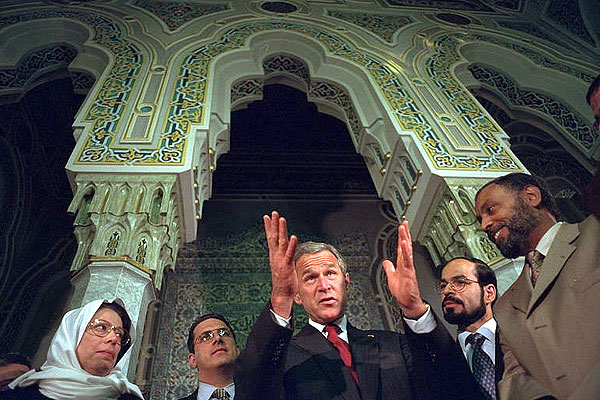
Президент США Джордж Буш-младший внутри Исламского центра

Мечеть посещают высокопоставленные лица, включая несколько президентов. Джордж У. Буш посетил её 17 сентября 2001 спустя несколько дней после террористических актов 11 сентября в США. Выступая по национальному телевидению он цитировал Коран, убеждая сограждан в том, что подавляющее большинство мусульман являются мирными людьми.

## Особенности
Главный молитвенный зал центра покрыт персидскими коврами, подаренными шахом Ирана. Высота минарета 50 метров. Вокруг здания выставлены флаги исламских стран. Во главе Центра стоит совет управляющих, состоящий из послов различных стран. Наряду с мечетью центр располагает собственной библиотекой и классные комнаты, где проводятся занятия посвящённые вероучению ислама и арабскому языку. .